# Arderne Gardens

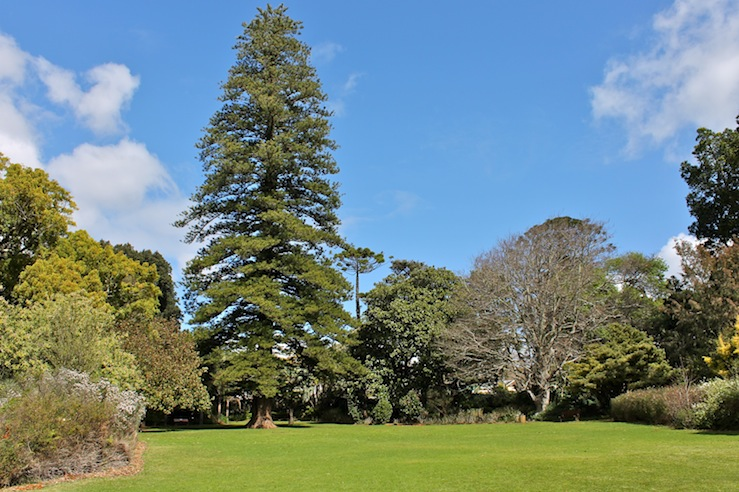
Gartenareal mit einer Araucaria heterophylla (Norfolktanne)

Die Arderne Gardens (deutsch: Arderne-Gärten) sind eine historische Gartenanlage und ein Arboretum in Kapstadt, Südafrika. Sie befindet sich im Stadtteil Claremont.

## Lage
Die Arderne Gardens liegen an der Main Road (Hauptstraße) von Claremont. Nicht weit davon befinden sich die Haltestellen Claremont und Harfield Road der Southern Line von Metrorail Western Cape.
Das Gartenareal ist täglich zwischen 8:00 und 18:00 Uhr geöffnet und in dieser Zeit frei zugänglich.

## Geschichte
Die Geschichte der Gartenanlage beginnt mit dem Kauf eines 6,5 Morgen großen Grundstücks im Jahre 1845 durch Ralph Henry Arderne (1802–1885) von der Stellenberg-Farm (Stellenberg Estate) auf der Rückseite des Tafelbergs. Er war 1830 von England nach Kapstadt übergesiedelt, nachdem seine Frau und ein Kind bei der Geburt gestorben waren. Hier errichtet er auf dem weitläufigen und The Hill genannten Grundstück ein Wohnhaus. Von seinem Heimatland hatte er von  Kew Gardens Sämereien mitgebracht. Sein lang gehegter Traum von einem privaten botanischen Garten begann er hier zu verwirklichen, indem er Pflanzen und Sämereien aus vielen Weltregionen von den in Kapstadt anlandenden Handelsschiffen kaufte und in den Garten einbrachte. Zu den ersten Anschaffungen gehörte eine Norfolktanne, die als Mutterpflanze für alle Exemplare in der Kapregion gilt. Arderne beeinflusste auch an anderer Stelle solche Ideen, er gehört zu den Gründern des 1848 entstandenen botanischen Gartenteils innerhalb der Company Gardens. Sein Sohn, Henry Mathew Arderne, baute zu Beginn des 20. Jahrhunderts die familiäre Gartenanlage weiter aus. Vater und Sohn unterhielten engen Kontakt zu Kew Gardens in London und bereicherten diese Einrichtung mit in Südafrika neu entdeckten Pflanzen. Schwierige wirtschaftliche Verhältnisse um 1905 machten es der Familie unmöglich, die Gartenanlage weiter angemessen zu erhalten. Sie verfiel daraufhin.
In den 1920er Jahren verringerte sich ein Teil des Baumbestandes durch Absterben. Die Adernes verkauften das Grundstück und das Wohnhaus wurde abgerissen. Durch einen neuen Eigentümer war vorgesehen, das große Areal in kleinere Baugrundstücke aufzuteilen. Er errichtete sich ein Wohnhaus auf den Flächen, wo sich heute die Herschel Girl’s Junior School  befindet.
Der Weitsicht und Wertschätzung des damaligen Kapstädter Stadtgartendirektors für dieses Areal, A. W. van den Houten, ist es zu verdanken, dass diese Bebauungsvorhaben nicht umgesetzt wurden. Auf seine Initiative hin entschied sich der Kapstädter Stadtrat 1926 für den Ankauf von 4,5 Hektar von diesem Gelände. Daraufhin wurde das Areal mit Pergolen, Rosarien und Laubengängen unter edwardianischen Einflüssen neu gestaltet. Als Kurator war A. M. J. Scheltens eingesetzt, der im Verlauf von 27 Jahren die Anlage initiativreich schützte und pflegte.
In den 1970er Jahren veranlasste der oberste Gartenbauingenieur von Kapstadt, Richard Jamieson, weitgehende Veränderungen in den Arderne Gardens. Er legte die große Rasenfläche sowie weitere kleinere Rasenflächen an und ließ den Rosengarten entfernen. Im Zuge dieser Umgestaltung wurden viele Hortensien und neue Bäume angepflanzt. Die beiden unteren Teiche entstanden aus einem im Winter sumpfig fallenden Areal. Der obere Teich, der von Ralph Arderne an einer natürlichen Quelle angelegt worden war, ist der Beginn des Black River. Dieser Wasserlauf ist zusammen mit dem Liesbeek River das wichtigste Gewässer auf der Rückseite des Tafelbergmassivs.
In den späten 1980er Jahren verfiel das Gartengelände wiederholt in einen ungepflegten Zustand. Besorgte Bürger nahmen sich dem Areal an und gründeten 2004 dafür einen Förderverein, die Friends of the Arderne Gardens (FOTAG). Im Zusammenwirken mit der Stadtverwaltung ist das Gelände durch diese Initiative wieder zu einer permanent gepflegten und wissenschaftlich betreuten, innerstädtischen Parkanlage geworden. Diese Revitalisierung des Parks ist eng mit der Planungsarbeit des pensionierten Landschaftsarchitekten Hank Lith († 1. Januar 2023) verbunden, der als städtischer Mitarbeiter auch für die Anpflanzung tausender Bäume im Stadtgebiet verantwortlich war.

## Gehölzbestand
Die Gartenanlage hat sich zu einem Arboretum entwickelt. Nach einer wissenschaftlichen Bestandsaufnahme aus dem Jahre 2015 unter der Leitung des Botanischen Gartens Kirstenbosch sind 414 Bäume erfasst worden. Dabei sind ältere Unterlagen hinzugezogen worden. Der Gehölzbestand enthält nach Angaben der Webpräsenz des Gartens Pflanzen aus Südafrikas Provinzen, Madagaskar, der Rodrigues-Insel von Nord- und Zentralamerika, Argentinien, Brasilien und Mexiko, ferner aus Sibirien, Europa, Portugal und Spanien, der Mittelmeerregion, Südeuropa, aus China, Indien, Japan, Korea, Malaysia, Nepal, Taiwan sowie von Australien, Neuseeland und der Lord-Howe-Insel sowie der Norfolkinsel.
Hier befindet sich offiziell einer der größten Bäume Südafrikas, der riesige Moreton Bay fig (Ficus macrophylla, regional umgangssprachlich: „Wedding Tree“, deutsch: „Hochzeitsbaum“) und möglicherweise die größte Aleppo-Kiefer der Welt. Diese und vier weitere Bäume wurden 2008 zu „Champion Trees“ ernannt.
Weitere besondere Bäume sind:
- Araucaria heterophylla (Norfolktanne),
- Quercus suber (Korkeiche),
- Quercus cerris (Zerreiche),
- Agathis robusta (Queensland-Kaurifichte)

Die Mitglieder der „Friends of the Arderne Gardens“ vertreten die Auffassung, dass sich die weitere Entwicklung des Arboretums auf Arten der südlichen Hemisphäre konzentrieren sollte. Im Gehölzbestand sind bereits zahlreiche Vertreter dieser Weltregion vorhanden.